# Erethistoides
Erethistoides es un género de peces de la familia Erethistidae en el orden de los Siluriformes.

## Especies
Las especies de este género son:
- Erethistoides ascita H. H. Ng & Edds, 2005
- Erethistoides cavatura H. H. Ng & Edds, 2005
- Erethistoides infuscatus H. H. Ng, 2006
- Erethistoides longispinis H. H. Ng, Ferraris & Neely, 2012[2]
- Erethistoides luteolus H. H. Ng, Ferraris & Neely, 2012[2]
- Erethistoides montana Hora, 1950
- Erethistoides pipri Hora, 1950
- Erethistoides senkhiensis Tamang, Chaudhry & Choudhury, 2008
- Erethistoides sicula H. H. Ng, 2005
- Erethistoides vesculus H. H. Ng, Ferraris & Neely, 2012[2]